# Morele verwonding
Morele verwonding verwijst naar een verwonding aan de normen en waarden van een individu. Deze verwonding ontstaat als gevolg van een morele overtreding die diepe gevoelens van schuld en schaamte veroorzaakt. Ook is vaak sprake van een diep gevoel van verraad en woede jegens collega's, meerderen, de organisatie, de politiek of de samenleving in het algemeen, morele desoriëntatie en/of maatschappelijke vervreemding.

## Psychologisch perspectief
Brett Litz en collega's definiëren morele verwonding als "het plegen, niet voorkomen, getuigen van of leren over handelingen die diepgewortelde morele overtuigingen en verwachtingen overtreden." Litz en collega's richten zich op de cognitieve, gedrags- en emotionele aspecten van morele verwonding, waarbij wordt gesteld dat cognitieve dissonantie optreedt na een waargenomen morele overtreding, resulterend in stabiele interne globale attributies van schuld, gevolgd door de ervaring van schaamte, schuld of angst, waardoor het individu zich terugtrekt van anderen. Het resultaat is een verhoogd risico op zelfmoord als gevolg van demoralisatie en zelfbeschadiging gedrag
In Nederland doet psychologe Jackie June Ter Heide, behandelaar en senior onderzoeker werkzaam bij Stichting Centrum '45, onderzoek naar de klinische bruikbaarheid van het begrip morele verwonding. Zij onderzoekt hoe het zich onderscheidt van (complexe) PTSS en wat het belang is voor de klinische praktijk. Ter Heide pleit voor een klinisch hanteerbare interpretatie van het begrip en spreekt om die reden van "moreel trauma'. Zij ziet een sleutelrol voor empathie in zowel de ontwikkeling als behandeling van morele verwonding. Ze betoogt: "Aangezien empathie de basis vormt voor moreel gedrag, zullen empathische factoren waarschijnlijk de ontwikkeling van moral injury beïnvloeden.".

## Cultureel en politiek perspectief
In de jaren negentig bedacht psychiater Jonathan Shay de term moral injury, die toen nadrukkelijk culturele en politieke componenten had. Op basis van zijn behandeling van veteraanpatiënten ontwikkelde Shay een definitie van moral injury met de volgende drie componenten: 'Er is sprake van moral injury wanneer (i) er verraad is gepleegd aan wat moreel juist is, (ii) door iemand met legitiem gezag en (iii) in een situatie waar veel op het spel staat.' 
Antropoloog Tine Molendijk is pionier in het onderzoek naar moral injury in Nederland. Haar onderzoek toont aan dat "ervaringen van organisatorisch en politiek verraad" en een resulterende "zoektocht naar genoegdoening" door veteranen ook deel kunnen uitmaken van moral injury. Daarnaast kan niet alleen publieke veroordeling van veteranen maar ook de verering van veteranen als helden zorgen dat zij “miskenning” ervaren en “vervreemd raken” van de samenleving. De praktische implicatie van zulke organisatorische, politieke en maatschappelijke oorzaken is dat de oplossingen ook deels in de context liggen, claimt Molendijk, bijvoorbeeld in een uitgebreider "ethische vocabulaire", het besluitvormingskader van de Just War Tradition en purificatie- en reintegratiepraktijken.

## Theologisch en humanistisch perspectief
Theologen Nakashima Brock en Lettini benadrukken morele verwonding als "...zielen in anguish, geen psychologische stoornis."  Dit houdt in dat veteranen worstelen met een verloren gevoel van menselijkheid na het overtreden van diep gekoesterde morele overtuigingen.
In Nederland is humanistisch geestelijk verzorger Erwin Kamp een voortrekker in de bewustwording van morele verwonding en de rol van de geestelijke verzorging hierin. Hij ziet een belangrijke rol voor de geestelijk verzorger omdat deze zich bezig houdt met zorg voor mensen met levensvragen, en dus met zingevingsvragen en vragen over goed en kwaad. Kamp is kritisch op gangbare psychiatrische en psychologische behandelingen. Over morele verwonding zegt hij: "Het is ook niet een ziekte, of iets medisch. Dat jij je vertrouwen verliest in iemand, dat komt niet doordat jij ziek bent. Het heeft met menselijke emoties en verhoudingen te maken."